# کامیون ربایی
کامیون ربایی (انگلیسی: Truck hijacking) همان گرفتن کامیون با توسل به زور، یا با تهدید به استفاده از زور علیه راننده برای نقل و انتقال یک محموله، یا استفاده از کامیون برای مقاصد غیرقانونی از جمله تروریسم است.

## جزئیات
بر خلاف ماشین ربایی که خودرو با هدف دزدی مورد سرقت قرار می‌گیرد، موضوع کامیون ربایی ممکن است که با هدف دزدیدن بار و محموله باشد چرا که فروختن بار و محموله معمولاً ساده‌تر از فروش یک خودرو نقلیه تجاری است.
ربایندگان کامیون معمولاً سارقان خشن و حرفه‌ای هستند که روی نحوه حمله، دستگیری راننده، جایی که کامیون قصد دارد بار را تخلیه کند طراحی می‌کنند. همچنین، از چنین ظرفیتی برخوردارند که بار دزدیده شده را در محلی حفظ کنند. اصل بنیادی ربایندگان کامیون این است که خودرو نقلیه در وضعیت توقف قرار دارد؛ بنابراین، حمله می‌تواند در هر زمانی که خودرو متوقف باشد صورت بگیرد. به‌هرحال، سارقان اغلب از تکنیک‌های مهندسی اجتماعی استفاده می‌کنند تا مطمئن شوند که خودروها در محل توافق شده یا مطمئنی برای ربودن متوقف شوند.
رویکرد اولیه ممکن است ایجاب کند که موقعیتی را برای راننده به وجود بیاورد که راننده در محل «توقف» در حالت آنتراکت باشد یا عامدانه از سوی پلیس متوقف شده باشد.
سپس راننده کامیون را بسرعت بلادفاع می‌کنند. اغلب، وی را در زیر صندلی سمت مسافر قرار می‌دهد، روی تخت خواب پشت راننده می‌گذارند و در برخی موارد سارقین وی را در یک خودرو دیگر قرار داده یا در جاده رها می‌کنند. در مواقعی نیز وی را مجبور می‌کنند تا کامیون را به مقصدی که ربایندگان به او می‌گویند هدایت کند. اینکار با ایجاد ترس، یا تهدید یا با خشونت صورت می‌گیرد. تکنولوژی ردیابی خودرو می‌تواند منجر به کشف چنین حقه انحرافی شود.
هر محموله ای می‌تواند موضوع سرقت باشد. این تنها وسائل نقلیه نیستند که محموله‌های با ارزش و سنگینی را می‌کشند یا با خود حمل می‌کنند. برای هر راننده ای، مناطق کلیدی‌ای برای هوشیاری وجود دارند که احتمال می‌دهد با تهدید ربودن کامیون مواجه شود. مادامیکه یک راننده خیلی آسیب پذیراست می‌تواند روی هوشیاری موقعیت حساب باز کند و به هنگام نزدیک شدن به محل مورد نظر، از حیله و ترفند یا هر فرصتی برای کاهش آسیب‌پذیری استفاده کند.
این فقط وسایل نقلیه نیستند که بارهای با ارزشی را حمل و نقل می‌کنند. هر محموله می‌تواند مورد سوء استفاده قرار گیرد. برای رانندگانی که با ریسک ربایش روبرو هستند مناطق کلیدی وجود دارد که برای هوشیاری راننده حیاتی است. زمانی که یک راننده بیشتر آسیب‌پذیر است، باید نسبت به وضعیت هوشیارتر بوده و با استفاده از فرصت‌ها و زدن ضد تعقیب به این مناطق نزدیک شود.